# 大邑站
大邑站，位于中华人民共和国四川省成都市大邑县，是成雅铁路上的火车站，于2018年12月28日启用，由中国铁路成都局集团有限公司管辖。

## 图片集

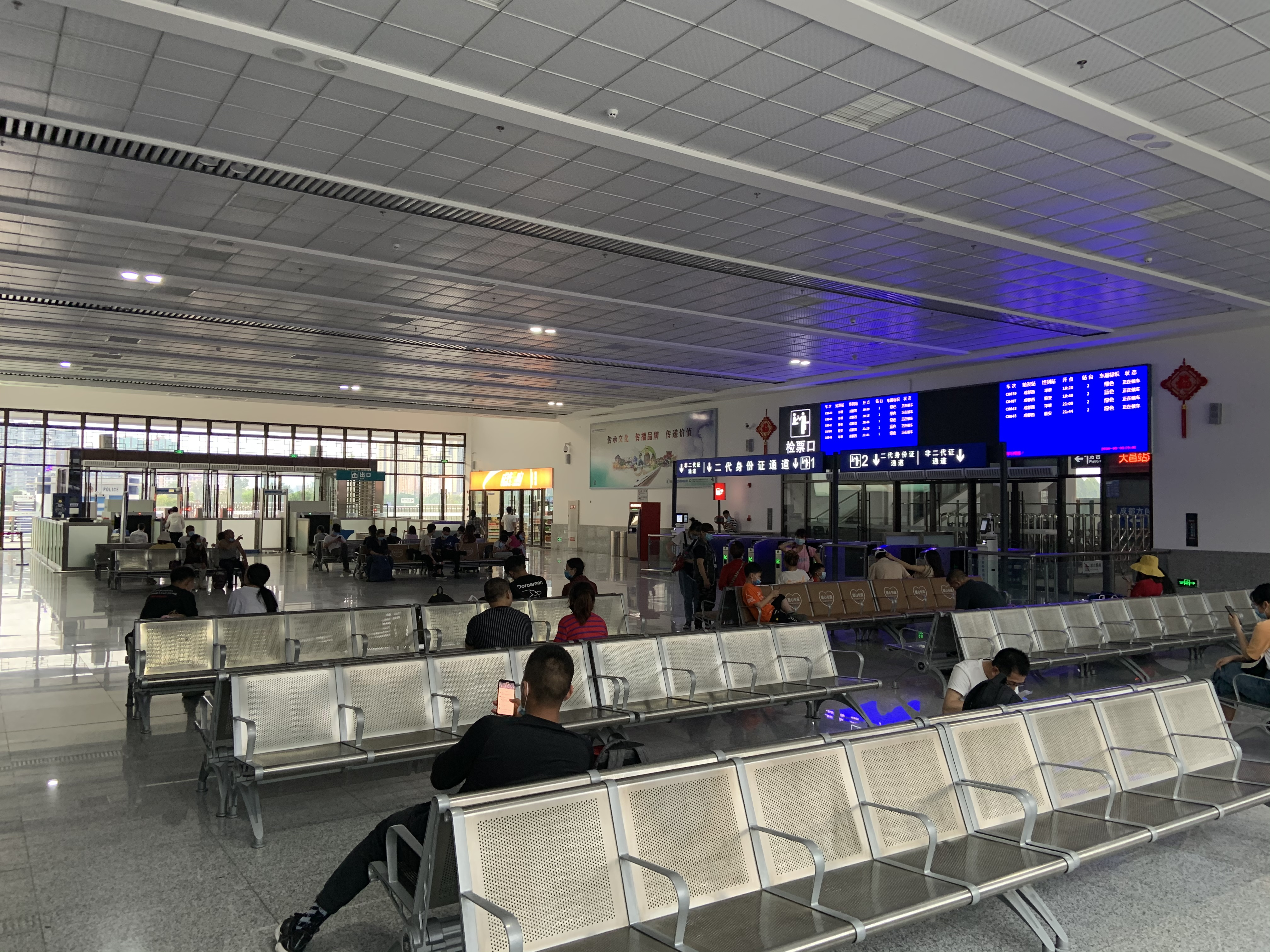
大邑站候车室
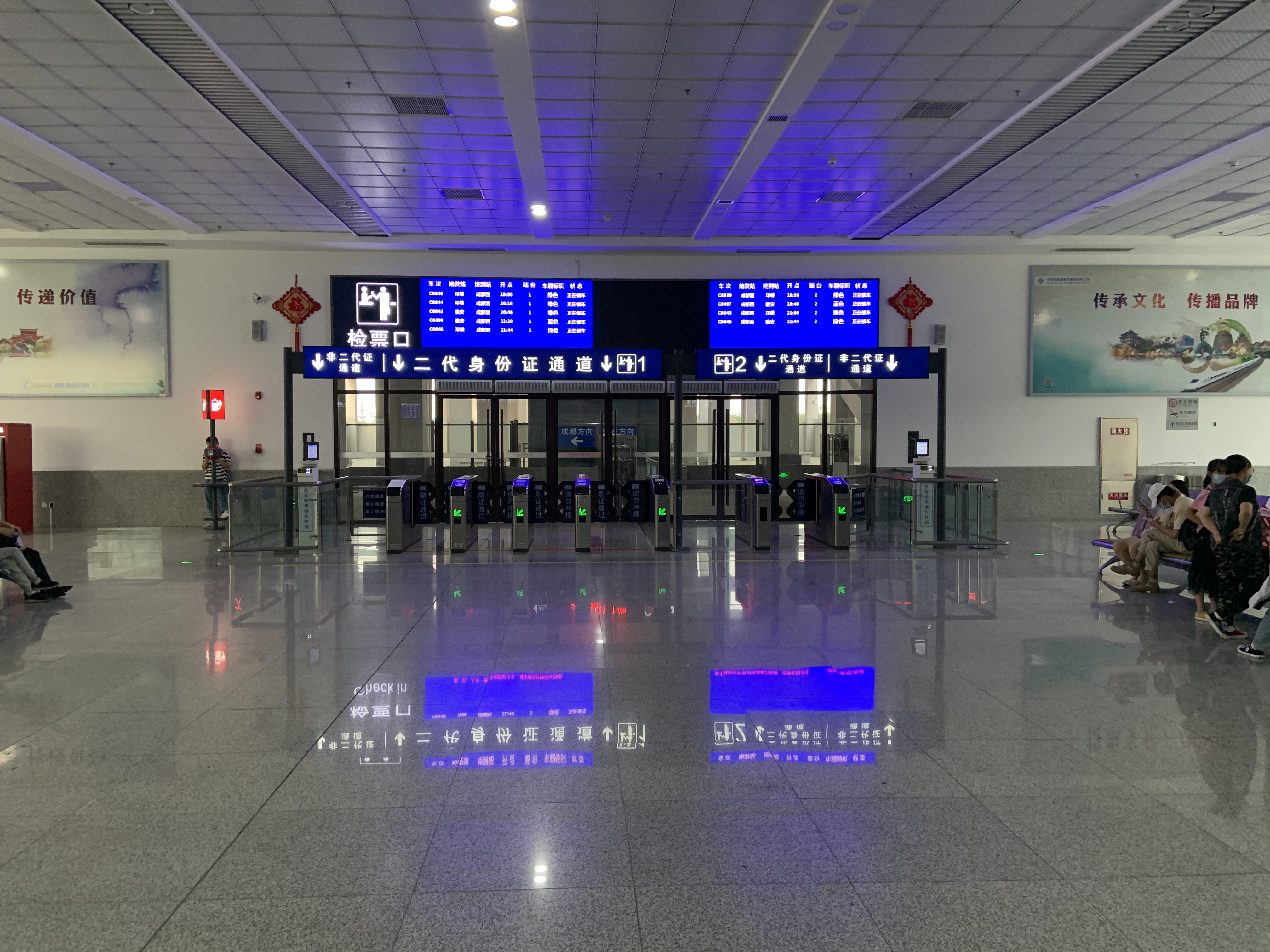
大邑站设置两个检票口，往成都方向检票口闸机数目明显多于往雅安方向
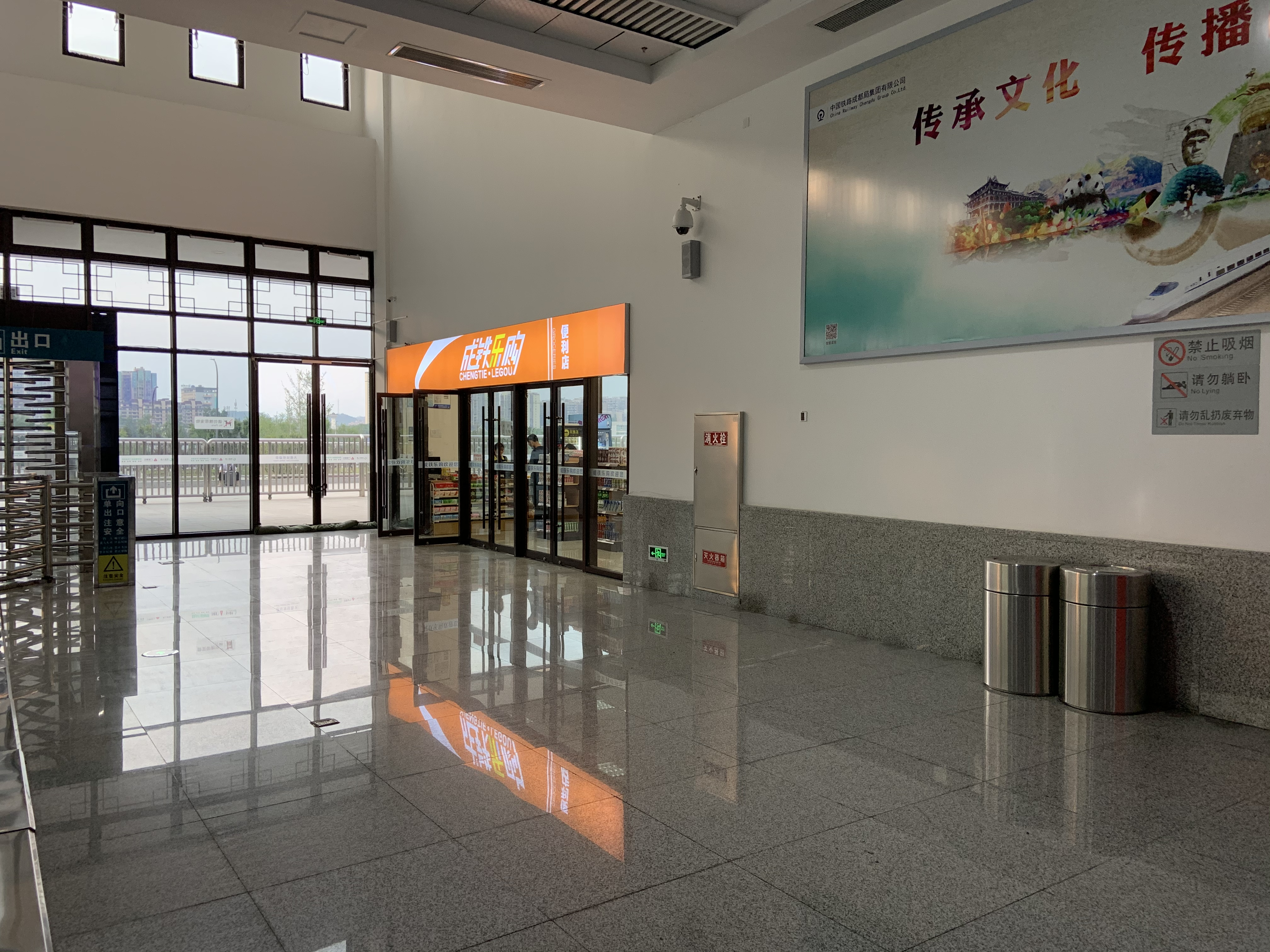
大邑站候车室内的便利店
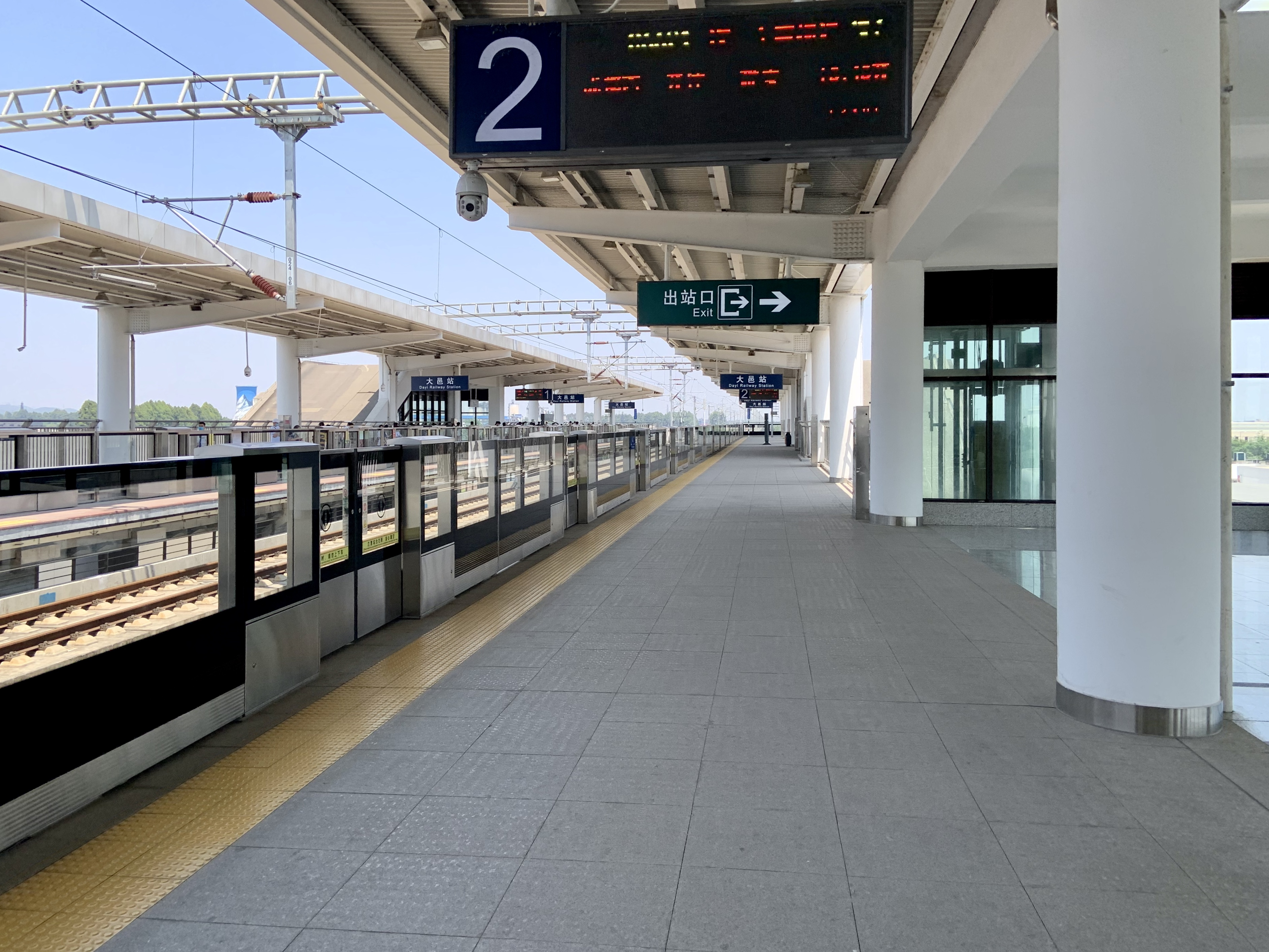
大邑站2站台
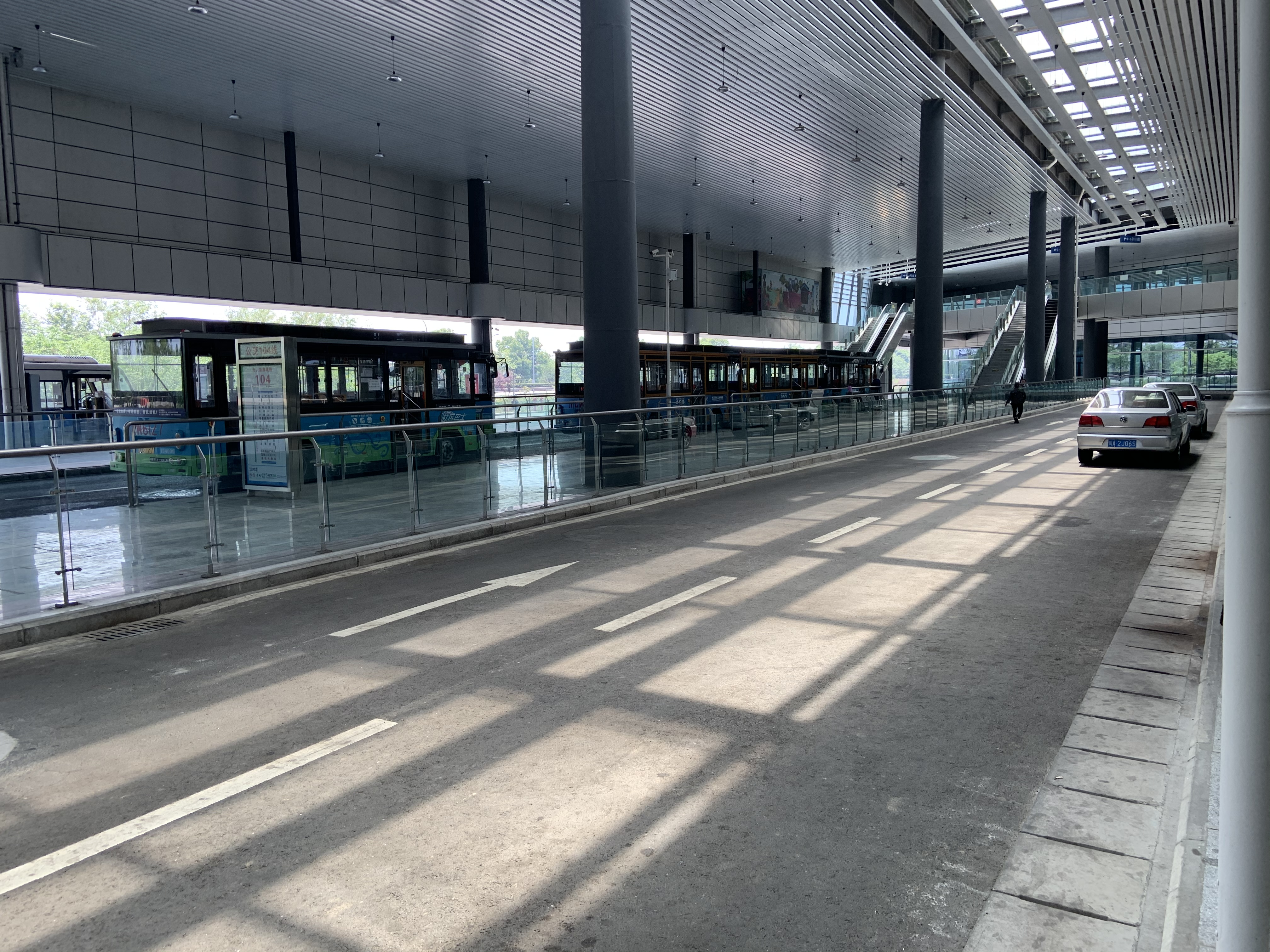
大邑站配套的公交枢纽站

## 歷史
- 2018年12月28日启用。

## 外部連結
- 中国铁路客户服务中心（页面存档备份，存于）